# Stachys antalyensis
Stachys antalyensis là một loài thực vật có hoa trong họ Hoa môi. Loài này được Ayasligil & P.H.Davis miêu tả khoa học đầu tiên năm 1984.